# Aeroporto di Gjadër
L'aeroporto di Gjadër (ICAO: LAGJ), anche noto come aeroporto di Alessio-Zadrima, è un aeroporto militare albanese situato a 12 km a nord della città di Alessio, lungo la strada statale 29, nel territorio della frazione di Gjadër, nel comune di Alessio.
La struttura è dotata di una pista in asfalto lunga 2800 m, l'altitudine è di 7 m (23 ft), l'orientamento della pista è 16/34. Inoltre è presente una seconda pista in asfalto lunga 2 202 metri. L'aeroporto è stato danneggiato durante l'anarchia albanese del 1997 e non è utilizzato per voli dal 2000, venendo usato solo come hangar per aerei militari ritirati dal servizio.

## Storia
L'aeroporto fu costruito per ridurre al minimo la minaccia dell'aviazione jugoslava che entrava nello spazio aereo albanese. A tale scopo, l'aereo più moderno allora disponibile, l'F-7A, era posizionato qui. La costruzione della base iniziò nel 1969, ma, a causa della sua complessità, non fu terminata fino alla metà degli anni 1970. Il primo aereo atterrò il 10 luglio 1973 e l'inaugurazione ufficiale si tenne il 15 marzo 1974. Il Reggimento 5646 si stabilì qui con una squadriglia di F-6, ma nel maggio 1976 arrivarono sei FT-5 e anche la squadriglia di F-7A da Rinas. Il 16 ottobre 1976, un secondo squadrone di F-6 si trasferì alla base da Kuçovë. L'unità di stanza fu in seguito ridenominata Reggimento 4010.
La base rimase in uso almeno fino al 1992, quando il 9 settembre un FT-5 dell'aeronautica albanese si schiantò quasi a Gjadër. L'aereo atterrò con successo sull'erba accanto alla pista senza subire grossi danni.
Dal febbraio all'aprile 1994, la base venne utilizzata dalla CIA per effettuare missioni di spionaggio senza equipaggio sulla Bosnia ed Erzegovina e sulla Repubblica Federale di Jugoslavia, utilizzando due droni Gnat-750 senza pilota e una stazione di trasmissione satellitare a terra. Poiché uno dei due Gnat originari della CIA si schiantò durante i test negli Stati Uniti, uno dei due Gnat operativi fu affittato. L'operazione non fu un successo. Lo Gnat-750 soffriva di un certo numero di bug riguardanti il collegamento dati e fu limitato nell'uso dal maltempo. Lo Gnat-750 non disponeva di un'antenna satellitare di uplink e fu quindi utilizzato insieme ad un aliante a motore Schweizer RG-8 come sostituto volante per la trasmissione dei dati. L'RG-8 aveva un tempo di volo di 8 ore, di cui 6 erano impiegate per andare e tornare dall'orbita di avvistamento del relè, mentre lo Gnat-750 aveva una durata di 24-30 ore, il velivolo con equipaggio limitava quindi notevolmente l'efficacia complessiva del sistema. I due Gnat vennero poi riequipaggiati con un sensore di immagini termiche e un pacchetto SIGINT migliorato, e furono trasferiti in Croazia nel 1994, ottenendo prestazioni significativamente più efficaci. Le attività della CIA con lo Gnat-750 ricevettero il nome in codice Lofty View. Entro l'estate del 1994, l'operazione aveva condotto 30 voli, di cui 12 considerati di successo.
Delle missioni di raccolta di informazioni con UAV Predator dalla base iniziarono nel luglio 1995. Uno dei Predator andò perduto sopra la Bosnia l'11 agosto 1995; un secondo venne deliberatamente distrutto il 14 agosto dopo un guasto al motore. Il nome in codice dell'operazione Nomad Vigil, che prevedeva una permanenza di 60 giorni, fu esteso a 120 giorni. La primavera successiva, nel marzo 1996, il 
sistema fu trasferito nell'area balcanica e operò da Taszar, in Ungheria.
Il 12 marzo 1997, la base fu presa d'assalto dalla popolazione locale durante una rivolta nazionale contro il governo albanese. Diversi edifici, tra cui la torre di controllo, furono distrutti. Il 16 marzo i soldati abbandonarono la base aerea. La mancanza di fondi impedì di riparare la base e le operazioni di volo cessarono nel 2000. Oggi la base è utilizzata come deposito per aerei da combattimento ritirati dal servizio.

## Tunnel
Una caratteristica della base aerea di Gjadër è l'area di stoccaggio in montagna per gli aerei con due ingressi accanto agli edifici del campo di aviazione, a cui si accede da una via di rullaggio separata, lunga circa 2 km, che attraversa i campi agricoli, a ovest del complesso di piste principale.